# Gregor Tarkovič
Gregor Tarkovič (ukrainisch Григорій Таркович Hryhorij Tarkowytsch; * 21. November 1745 in Passika/Paszika, Komitat Bereg, Königreich Ungarn; † 16. Januar 1841 in Prešov) war ein griechisch-katholischer Geistlicher und von 1816 bis zu seinem Tod im Jahr 1841 Bischof der Eparchie Prešov.

## Leben und Wirken
Als Sohn eines Kantors und Enkel eines griechisch-katholischen Priesters besuchte er die Lateinschule und das Gymnasium in Uschhorod in der damals zum Königreich Ungarn und damit zur Habsburgermonarchie gehörenden Karpatenukraine. Nach dem Abitur studierte er Philosophie und anschließend in Wien Theologie. Am 1. Januar 1779 wurde er in Mukatschewe von Bischof Andrei Bačinský zum Priester geweiht. Am 13. März 1816 berief ihn Kaiser Franz I. als ersten Bischof der 1815 neu geschaffenen Diözese Prešov. Am 18. September 1818 von Papst Pius VII. unterzeichnet, bestätigte am 26. September 1881 der Heilige Stuhl die Nominierung. Am 17. Juni 1821 wurde Gregor Tarkovič in seiner Diözese in Anwesenheit des Domkapitels installiert.
Er hatte die schwierige Aufgabe, sein neu geschaffenes Bistum zu organisieren. Er gründete theologische Schulen, Seminare, Priesterausbildung, sorgte sich um die Gefangenen in Gefängnissen und Gefangenenlagern und deren geistlichen Bedürfnisse.
Seine letzte Ruhestätte fand er in der Krypta der Kathedrale von Prešov.